# Пам'ятник жінці-матері (Донецьк)

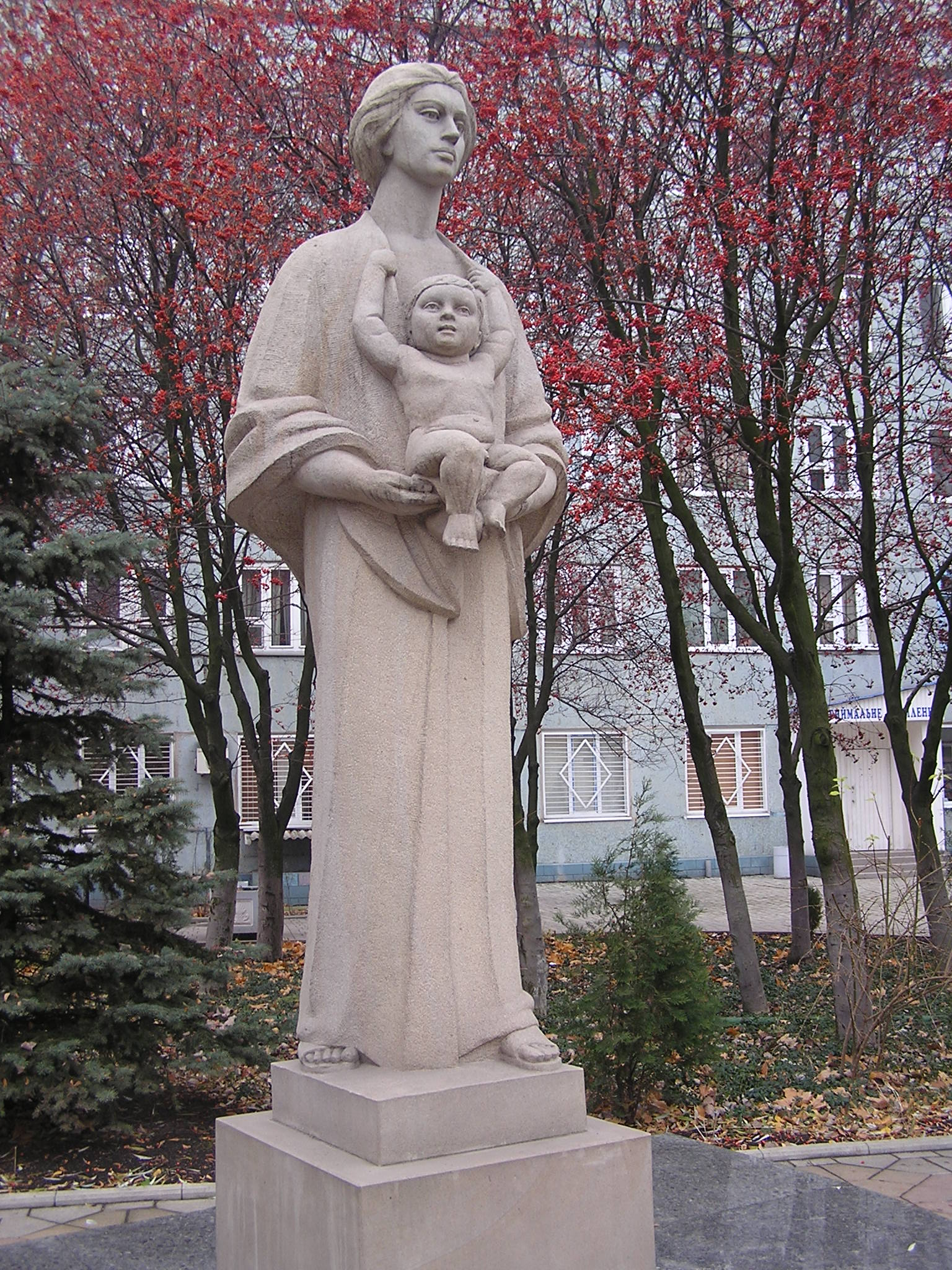
Пам'ятник жінці-матері

Пам'ятник жінці-матері — один з пам'ятників Донецька. Це перший і єдиний пам'ятник, присвячений жінці-матері в Україні.

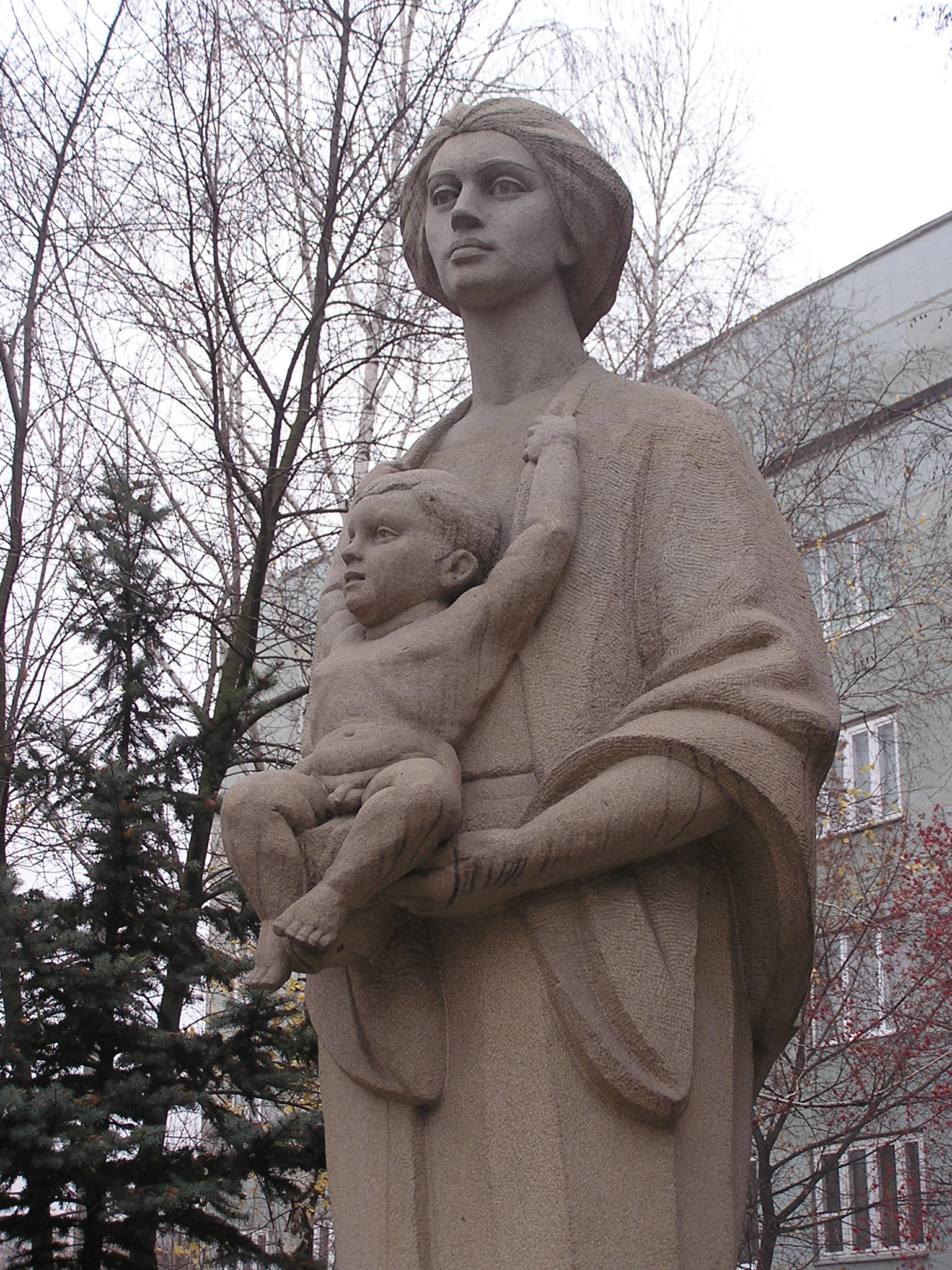

Пам'ятник був відкритий 10 травня 2003 року на території Донецького регіонального центру охорони материнства й дитинства. Відкриття проводилося в українське свято День матері. При відкритті був присутній міський голова Донецька Олександр Олексійович Лук'янченко.
Автор скульптури вірменський скульптор Карлен Калантарян. Скульптура виконана з ескізу Миколая Васильовича Ясиненко.
Пам'ятник був встановлений з ініціативи генерального директора Донецького регіонального центру охорони материнства й дитинства Володимира Кириловича Чайки. Він також зазначений у числі авторів проекту на постаменті пам'ятника. Також участь у розробці проекту брав Проскурня А. І.
Пам'ятник являє собою скульптуру жінки в повний ріст. Ця жінка тримає на руках маленьку дитину.
Висота скульптури — два метри. Скульптура виготовлена з пісковику.